# مخابره گمشده
مخابره گمشده (انگلیسی: Lost Transmissions) یک فیلم درام محصول سال ۲۰۱۹ است که توسط کاترین اوبرایان نوشته و کارگردانی شده‌است. بازیگران اصلی آن سایمون پگ، جونو تمپل و الکساندرا داداریو هستند. این فیلم در تاریخ ۲۸ آوریل ۲۰۱۹ در جشنواره فیلم ترایبکا به نمایش درآمد و در ۱۳ مارس ۲۰۲۰ توسط گراویتاس ونچرز منتشر شد.

## داستان
داستان فیلم درباره هانا (جونو تمپل)، ترانه‌سرایی خجالتی است که متوجه می‌شود دوستش، تهیه‌کننده موسیقی شناخته‌شده تئو راس (سایمون پگ), مصرف داروی اسکیزوفرنی خود را قطع کرده‌است. هانا گروهی از دوستانش را گرد هم می‌آورد تا تئو را به یک بیمارستان روان‌پزشکی منتقل کنند و در این مسیر، او را که در میان توهمات رنگارنگش از درخشش و زرق‌وبرق تا سختی‌های لس‌آنجلس می‌گریزد، تعقیب می‌کنند.

== بازیگران == 
جونو تمپل در نقش هانا
الکساندرا داداریو در نقش دانا لی
تائو اوکاموتو در نقش وندی
بریا وینایت در نقش مایکا
جیمی هریس در نقش آنگوس
دنی رامیرز در نقش جیک
ریف کریم در نقش دکتر کلوپک
جاناتان اوهه در نقش دکتر ماتسوموتو
ربکا هیزلوود در نقش ریچل
گرنت هاروی در نقش تاد
رابرت شوارتزمن در نقش دارون
دیزی بیشاپ در نقش فرانکی
جیکوب لوب در نقش درک

## تولید

### انتخاب بازیگران
در آوریل ۲۰۱۷ اعلام شد که سایمون پگ به گروه بازیگران پیوسته است و کاترین اوبرایان کارگردانی را بر اساس فیلم‌نامه‌ای که خود نوشته برعهده خواهد داشت.

### فیلم‌برداری
در ۲ اوت ۲۰۱۸، در آخرین روز فیلم‌برداری اعلام شد که جونو تمپل، الکساندرا داداریو, تائو اوکاموتو, بریا وینایت, جیمی هریس, دنی رامیرز, ربکا هیزلوود, ریف کریم, دیزی بیشاپ, گرنت هاروی, جیکوب لوب, جاناتان اوهه, نانا گانا و رابرت شوارتزمن به جمع بازیگران پیوسته‌اند.

## اکران
«مخابره گمشده» نخستین بار در جشنواره فیلم ترایبکا در ۲۸ آوریل ۲۰۱۹ به نمایش درآمد. این فیلم همچنین در جشنواره فیلم آمریکایی در ۶ نوامبر ۲۰۱۹ و در جشنواره فیلم ویسلر در ۸ دسامبر ۲۰۱۹ نمایش داده شد. اندکی بعد، گراویتاس ونچرز حقوق پخش فیلم را به‌دست آورد و آن را در ۱۳ مارس ۲۰۲۰ منتشر کرد.

## واکنش منتقدان
بر پایهٔ وبگاه گردآورندهٔ نقد راتن تومیتوز، 54% درصد از منتقدان بر اساس 28 نقد، نظر مثبتی به فیلم داده‌اند و میانگین امتیاز آن 6.1/10 است. اجماع منتقدان این وبگاه می‌گوید: ««مخابره گمشده» با وجود بازی‌های محکم از سایمون پگ و جونو تمپل، گاه به بن‌بست می‌رسد.» متاکریتیک، که از میانگین وزنی استفاده می‌کند، بر اساس ۸ نقد، امتیاز ۵۱ از ۱۰۰ را به فیلم داده و آن را دارای «بررسی‌های مختلط یا متوسط» توصیف کرده‌است.
پس از نمایش در ترایبکا، جان دفور از هالیوود ریپورتر نقدی مثبت نوشت و گفت: ««مخابره گمشده» نگاهی همدلانه و با ریتمی آرام به بیماری روانی یک موسیقی‌دان دارد و داستان را بدون کلیشه‌های احمقانهٔ خلاقیت و دیوانگی روایت می‌کند.»
جویی مگیدسون از Hollywood News نیز نقدی مثبت ارائه داد و نوشت: «سایمون پگ و جونو تمپل هرگز چنین خوب ظاهر نشده‌اند. آن‌ها با به‌کارگیری توانایی‌های تازهٔ بازیگری، باعث می‌شوند دوباره ارزیابی کنیم که هر یک تا چه حد توانمند هستند.»
کریستی استراوس از Film Inquiry نیز نظر مثبتی داشت و نوشت: ««انتقال‌های گمشده» هویت واقعی خود را در لحظات آرام‌تر بین دو شخصیت اصلی می‌یابد، جایی که دل‌شکستگی آشکار می‌شود و آن‌ها با مشکلات خود و یکدیگر روبه‌رو می‌شوند.»
اندی هاول از فیلم ترِت معتقد بود که بینندگانی که «ممکن است «انتقال‌های گمشده» را فقط به خاطر سایمون پگ ببینند، با درکی عمیق‌تر از بیماری اسکیزوفرنی از سالن خارج خواهند شد.»
در مقابل، الکس پاپایوآنو از Popaxiom نقدی متوسط نوشت و اظهار کرد: ««مخابره گمشده» مانند یک نورافکن روشن است که برای نشان دادن واقعیت‌های سخت لازم است و امیدوار است تغییر ایجاد کند. اما گاهی این نمونه‌ها گمراه‌کننده یا حتی به‌صورت طنزآمیز ارائه می‌شوند که چه عمدی باشد و چه نباشد، آزاردهنده است. این فیلم اولین ساختهٔ کارگردان درباره سلامت روان و موسیقی است و با وجود اهمیت موضوع، لزوماً به تمام اهداف خود نمی‌رسد. با این حال، سایمون پگ فوق‌العاده است و توانایی بالای بازیگری جدی خود را تأیید می‌کند.»
اوون گلایبرمن از ورایتی نیز نقدی متوسط ارائه داد و گفت: ««مخابره گمشده» سفری مبهم و بی‌تمرکز است که در لس‌آنجلس می‌گذرد، شهری که در فیلم به اندازهٔ لندن در روزی ابری، گرفته و مرطوب به نظر می‌رسد.»
امیلی سیِرز از Birth.Movies.Death. نقدی منفی نوشت و بیان کرد: «خط داستانی «مخابره گمشده» اجرای بازیگران را محدود می‌کند و بیش از حد میان صحنه‌هایی که در آن تئو سیستم را دستکاری می‌کند و هانا که بیش از حد لجوج است تا تسلیم شود، در نوسان است.»

## جوایز
این فیلم در جشنوارهٔ بین‌المللی فیلم مستقل پراگ ۲۰۲۰ موفق به کسب سه جایزه شد: جایزهٔ بزرگ، بهترین بازیگر مرد (سایمون پگ) و بهترین بازیگر زن (جونو تمپل).